# Isola Woody
L'isola Woody (isola boscosa) fa parte dell'arcipelago Kodiak ed è situata nel golfo dell'Alaska, (USA). Si trova di fronte alla città di Kodiak alla distanza di 4,2 km. Amministrativamente appartiene al Borough di Kodiak Island. L'isola ha una superficie di 13 km² e il suo punto più alto è di 49 m.

## Storia
L'isola era abitata in origine dal popolo aleuta che si definiva Tangirnarmiut, "il popolo di Tangirnaq". I russi vi stabilirono una colonia agricola nel 1792 e fu chiamata Lysnoy nel 1804. È stata ufficialmente indicata come Woody Island nel 1894 dalle Poste degli Stati Uniti ed è stato il principale insediamento costiero per il commercio per molti anni. La prima strada in Alaska è stata costruita su Woody Island.